# John Harsanyi
John Charles Harsanyi (en húngaro: Harsányi János) (Budapest, Hungría, 29 de mayo de 1920 - Berkeley, Estados Unidos, 9 de agosto de 2000) fue un empresario y profesor de economía húngaro de origen judío.
Contribuyó al estudio de la Teoría de Juegos en matemática desarrollando el análisis de juegos de información incompleta.) También hizo importantes contribuciones al uso de la teoría de juegos y razonamiento económico en filosofía moral y política.
Por su trabajo, recibió junto con John Forbes Nash y Reinhard Selten el Premio del Banco de Suecia en Ciencias Económicas en memoria de Alfred Nobel en 1994.

## Formación en Hungría. 1920–1945
Harsanyi nació el 29 de mayo de 1920 en Budapest, Hungría, el hijo de Alicia (Gombos) y Charles Harsanyi, dueño de una farmacia. Sus padres se convirtieron del judaísmo al catolicismo un año antes de que él naciera. Asistió a la escuela secundaria en el Lutheran Gymnasium de Budapest. En la escuela secundaria, se convirtió en uno de los mejores solucionadores de problemas de matemáticas y física del KöMaL. Fundado en 1893, este periódico se acredita generalmente con una parte importante del éxito de los estudiantes húngaros en matemáticas. También ganó el primer premio en el concurso de matemáticas Eötvös para estudiantes de secundaria.
Aunque quería estudiar matemáticas y filosofía, su padre lo envió a Francia en 1939 para inscribirse en ingeniería química en la Universidad de Lyon. Sin embargo, debido al comienzo de la Segunda Guerra Mundial, Harsanyi volvió a Hungría para estudiar farmacología en la Universidad de Budapest (hoy: Universidad Eötvös Loránd), ganando el diploma en 1944. Como estudiante de farmacología, Harsanyi escapó al reclutamiento en el ejército húngaro que, para una persona de ascendencia judía, habría significado trabajo forzado.
Sin embargo, en 1944 (después de la caída del régimen de Horthy y la toma del poder por el partido de la cruz y la flecha) su aplazamiento militar fue cancelado y fue obligado a unirse a una unidad del trabajo forzado en el frente del este. Después de siete meses de trabajos forzados, cuando las autoridades alemanas decidieron deportar su unidad a un campo de concentración en Austria, John Harsanyi logró escapar y encontró refugio para el resto de la guerra en una casa de los jesuitas.

## Posguerra. 1945–1950
Después del final de la guerra, Harsanyi volvió a la Universidad de Budapest para hacer estudios graduados en filosofía y sociología, ganando su doctorado en ambos temas en 1947. Como católico devoto, él simultáneamente estudió teología, también uniéndose a filas laicas de la Orden Dominicana. Más tarde abandonó el catolicismo, convirtiéndose en ateo para el resto de su vida. Harsanyi pasó el año académico 1947-1948 en la facultad del Instituto de Sociología de la Universidad de Budapest, donde conoció a Anne Klauber, su futura esposa. Se vio obligado a renunciar a la facultad por expresar abiertamente sus opiniones antimarxistas, mientras que Anne se enfrentaba a la creciente presión de sus compañeros para dejarlo por la misma razón.
Harsanyi permaneció en Hungría durante los dos años siguientes intentando vender la farmacia de su familia sin perderla ante las autoridades. Después de que se hizo evidente que el partido comunista confiscaría la farmacia en 1950, huyó con Anne y sus padres cruzando ilegalmente la frontera con Austria para luego ir a Australia donde los padres de Klauber tenían algunos amigos.

## Australia. 1950–1956
Los dos no se casaron hasta que llegaron a Australia porque los papeles de inmigración de Klauber necesitarían ser cambiados para reflejar su nombre de casada. Los dos llegaron con sus padres el 30 de diciembre de 1950 y buscaron casarse inmediatamente. Harsanyi y Klauber se casaron el 2 de enero de 1951. No hablaban mucho inglés y entendían poco de lo que se les dijo que dijeran. Harsanyi explicó más tarde a su nueva esposa que ella había prometido cocinar mejor comida de lo que ella hacía generalmente.
Los títulos húngaros de Harsanyi no fueron reconocidos en Australia, pero le dieron crédito en la Universidad de Sídney para estudiar un máster. Harsanyi trabajó en una fábrica durante el día y estudió economía por la noche en la Universidad de Sídney, terminando con un máster en 1953. Mientras estudiaba en Sídney, comenzó a publicar trabajos de investigación en revistas económicas, incluyendo el Journal of Political Economy y la Review of Economics Studies. El grado le permitió tomar un puesto de profesor en 1954 en la Universidad de Queensland en Brisbane. Mientras en Brisbane, la esposa de Harsanyi se hizo una diseñadora de modas para una pequeña fábrica.

## Carrera en Estados Unidos. 1956–2000
En 1956, Harsanyi recibió una beca Rockefeller que le permitió a él y a Anne pasar los siguientes dos años en los Estados Unidos, en la Universidad de Stanford y, durante un semestre, en la Fundación Cowles. En Stanford Harsanyi escribió una disertación sobre la teoría de juegos bajo la supervisión de Kenneth Arrow, ganando un segundo doctorado en economía en 1959, mientras que Anne obtuvo una maestría en psicología. La visa de estudiante de Harsanyi expiró en 1958 y los dos regresaron a Australia.
Después de trabajar por un corto tiempo como investigador en la Universidad Nacional de Australia en Canberra, Harsanyi se frustró con la falta de interés por la teoría de juegos en Australia. Con la ayuda de Kenneth Arrow y James Tobin, fue capaz de trasladarse a los Estados Unidos, tomando un puesto de profesor de economía en la Wayne State University en Detroit entre 1961-1963. En 1964, se trasladó a Berkeley, California, y permaneció en la Universidad de California, Berkeley, hasta que se retiró en 1990. Poco después de llegar a Berkeley, él y Anne tuvieron un hijo, Tom. Mientras enseñaba en Berkeley, John Harsanyi hizo investigaciones extensas en teoría del juego. De 1966 a 1968, Harsanyi formó parte de un equipo de teóricos de juegos encargados de asesorar a la Agencia de Control de Armas y Desarme de los Estados Unidos en colaboración con Mathematica, un grupo de consultores de la Universidad de Princeton dirigidos por Harold Kuhn y Oskar Morgenstern.
John Harsanyi murió el 9 de agosto de 2000 de un ataque al corazón en Berkeley, California, después de sufrir la enfermedad de Alzheimer.

## Planteamientos en Teoría de juegos
Harsanyi quería demostrar que algunos juegos, como el ajedrez o el póker, sirven de modelo para interacciones económicas complejas, planteamiento que formuló en su teoría de «la interacción estratégica». También consiguió probar que se puede estudiar un juego económico complejo con información incompleta, planteamiento que expuso en su obra Teoría de los juegos y el comportamiento económico, escrita junto al economista Oskar Morgenstern y el padre del ordenador moderno John von Neumann.
En los años 50 publicó artículos sobre el uso de funciones de utilidad de von Neumann y Morgenstern en la economía del bienestar. En 1956 demostró la equivalencia matemática de Zeuthen y de los modelos de negociación de Nash y formuló criterios algebraico para las estrategias de riesgo óptimo.
En 1963 extendió el valor Shapely a los juegos sin utilidad transferible. Demostró que su concepto de la nueva solución era una generalización tanto del valor de Shapley y de solución de negociación con amenazas variables de Nash. Entre 1967 y 1968, formuló la transformación de un juego con información incompleta en uno con información completa pero imperfecta, para poderlo analizar con la teoría de juegos.
En 1973, demostró que los equilibrios de Nash de estrategia mixta se pueden reformular como equilibrios de estrategias puras, con funciones de ganancias fluctuantes.
Piensa que los individuos actúan por interés público solo cuando el coste de hacerlo es lo bastante pequeño.También piensa que el bienestar social es la suma de todas las utilidades individuales. La tarea de la política consiste en establecer instituciones sociales que incentiven conductas que favorezcan el bienestar general. Entre las instituciones disponibles, se deben de elegir aquellas que maximicen la utilidad social.
Fue laureado con el Premio del Banco de Suecia en Ciencias Económicas en memoria de Alfred Nobel en 1994. Compartió el galardón con el estadounidense John Forbes Nash y con el alemán Reinhard Selten. Los tres realizaron sus investigaciones por separado, pero sus trabajos eran complementarios. Harsanyi estableció las bases de las relaciones económicas con información parcial, en situaciones en las que no existe certidumbre y donde los agentes desconocen los objetivos de sus competidores, que son situaciones que aproximan mucho a la realidad. Nash planteó las bases teóricas del análisis del equilibrio y Selten desarrolló estas bases con respecto a la dinámica situacional.

## Publicaciones
Harsanyi comenzó a investigar la ética utilitaria mientras estaba en la Universidad de Queensland en Brisbane. Publicó dos artículos explicando que antes de entender los problemas morales, debe ser distinguida la diferencia entre las preferencias personales de las personas y sus preferencias morales. 
Después de las publicaciones de Nash sobre Teoría de juegos, Harsanyi se interesó cada vez más en el tema. 
- Harsanyi, John C. (octubre de 1953). "La utilidad cardinal en la economía del bienestar y en la teoría de la asunción de riesgos". Revista de Economía Política. Diarios de Chicago. 61 (5): 434 - 435. JSTOR 1827289.
- Harsanyi, John C. (agosto de 1955). "Bienestar cardinal, ética individualista y comparaciones interpersonales de utilidad". Revista de Economía Política. Diarios de Chicago. 63 (4): 309 - 321. JSTOR 1827128.
- Harsanyi, John C. (marzo de 1962). "Negociación en ignorancia de la función de utilidad del oponente". Diario de la Resolución de Conflictos. Sabio. 6 (1): 29 - 38. JSTOR 172875.
- Harsanyi, John C. (noviembre de 1967). "Juegos con información incompleta interpretada por jugadores" Bayesianos ", I-III, parte I. El Modelo Básico". Management Science, edición especial: Theory Series. INFORMA. 14 (3): 159 - 182. JSTOR 2628393.
- Harsanyi, John C. (1976). Ensayos sobre ética, comportamiento social y explicación científica. Dordrecht, Holanda Boston: D. Reidel Pub. Co. ISBN 9782266001656.
- Harsanyi, John C. (1977). Comportamiento racional y equilibrio de negociación en juegos y situaciones sociales. Cambridge Inglaterra Nueva York: Cambridge University Press. ISBN 9780521208864. Primera edición en rústica. 1986.
- Harsanyi, John C. (Invierno 1977). "La moralidad y la teoría del comportamiento racional". Investigación Social, número especial: Racionalidad, Elección y Moralidad. La Nueva Escuela. 44 (4): 623 - 656. JSTOR 40971169. Reimpreso como: Harsanyi, John C. (1982), "Moralidad y la teoría del comportamiento racional", en Sen, Amartya; Williams, Bernard, Utilitarianism and beyond, Cambridge: Cambridge University Press, pp. 39-62, ISBN 9780511611964.
- Harsanyi, John C. (1982). Trabajos en teoría de juegos. Dordrecht, Holland Boston Estados Unidos Hingham, Massachusetts: D. Reidel Pub. Co. Vendido. ISBN 9789027713612. reimpresión. Saltador. 2013.
- Harsanyi, John C .; Selten, Reinhard (1988). Una teoría general de la selección de equilibrio en los juegos. Cambridge, Massachusetts: Prensa del MIT. ISBN 9780262081733.